# 1964年夏季残疾人奥林匹克运动会美国代表团
1964年夏季残疾人奥林匹克运动会美国代表团是美国派出的1964年夏季残疾人奥林匹克运动会代表团。获得50枚金牌、41枚银牌和32枚铜牌。